# Patreșko, Loveci
Patreșko (în bulgară Патрешко) este un sat în comuna Troian, regiunea Loveci,  Bulgaria. 

## Demografie
Componența etnică a satului Patreșko
     Bulgari (100%)
     Nicio identificare (0%)
     Altele (0%)
La recensământul din 2011, populația satului Patreșko era de 59 locuitori. Din punct de vedere etnic, toți locuitorii erau bulgari.